# Catherine Hardwicke
Catherine Hardwicke, geboren als Helen Catherine Hardwicke (McAllen (Texas), 21 oktober 1955) is een Amerikaanse production designer en filmregisseur. Ze is waarschijnlijk het meest bekend van de onafhankelijke film Thirteen en het Bijbelse The Nativity Story. Verder heeft ze Twilight en Red Riding Hood geregisseerd.

## Biografie

### Beginjaren
Hardwicke verhuisde naar Cameron (Texas),. Voorafgaand hieraan groeide ze op in McAllen, Texas en werd opgevoed in de presbyteriaanse traditie. Toen ze in de jaren 80 op de UCLA filmschool zat heeft ze een prijs gewonnen met de korte film Puppy Does the Gumbo.

### Carrière
Hardwicke begon haar carrière als architect. In de jaren 90 was ze meestal een "production designer" en werkte ze mee aan films als Tombstone (1993), Tank Girl (1995), 2 Days in the Valley (1996), The Newton Boys (1998), en Three Kings (1999). De jaren daarna werkte ze samen met regisseur/scenarioschrijver Cameron Crowe en acteur/producer Tom Cruise aan Vanilla Sky (2001). De recentere twee films zijn opmerkelijk vanwege hun origineel gebruik van kleur-manipulatietechnieken om het verhaal aan te vullen.
Hardwickes eerste schrede als filmregisseur was met de prijswinnende film Thirteen (2003). Hardwicke en de vijftien jaar oude Nikki Reed kwamen bij elkaar om Reeds tienerjaren te verfilmen. Het script voor de film werd in zes dagen geschreven. Evan Rachel Wood werd gecontracteerd als ster in de film om naast Reed te acteren. Hardwicke ging verder met het regisseren van Lords of Dogtown (2005), een fictieve film over de skateboardcultuur. De film is voor een klein deel gebaseerd op de documentaire Dogtown and Z-Boys van Stacy Peralta.
In 2006 regisseerde Hardwicke de Bijbelse film The Nativity Story voor New Line Cinema. De film werd op 1 december 2006 uitgebracht.
Ook heeft ze de verfilming van Stephenie Meyers bestselling boek, Twilight gedaan. Naast Twilight regisseerde ze ook Red Riding Hood, een horrorfilm gebaseerd op Charles Perraults Roodkapje (2011).

## Filmografie
- 2003: Thirteen
- 2005: Lords of Dogtown
- 2006: The Nativity Story
- 2008: Twilight
- 2011: Red Riding Hood
- 2013: Plush
- 2015: Miss You Already
- 2023: Mafia Mamma